# Маріо Діас-Баларт
Маріо Рафаель Діас-Баларт Кабальєро (англ. Mario Rafael Diaz-Balart Caballero; нар. 25 вересня 1961, Форт-Лодердейл, Флорида) — американський політик-республіканець. Він представляє штат Флорида у Палаті представників США з 2003 року. Брат конгресмена Лінкольна Діас-Баларта.
Його батько Рафаель був міністром внутрішніх справ Куби під час диктатури Фульхенсіо Батисти, а тітка Мірта була першою дружиною Фіделя Кастро з 1948 по 1955.
Він навчався в Університеті Південної Флориди, працював помічником мера Маямі Ксавьє Суареса. У 1985 році він перейшов з Демократичної партії до Республіканської. Діас-Баларт був членом Палати представників з 1988 по 1992, з 2000 по 2002 і Сенату Флориди з 1992 по 2000.
Під час пандемії коронавірусу 2019–20 років Маріо Діас-Баларт став першим членом Конгресу, який 18 березня 2020 року отримав позитивні результати на COVID-19.

## Особисте життя
В даний час він живе в Маямі зі своєю дружиною Тією та їхнім сином.
18 березня 2020 року Діас-Баларт оголосив, що під час нинішньої пандемії захворювання що захворів коронавірусом. Він став першим членом Конгресу Сполучених Штатів, який отримав позитивні результати на COVID-19.